# Declieuxia deltoidea
Declieuxia deltoidea är en måreväxtart som beskrevs av Johannes Müller Argoviensis. Declieuxia deltoidea ingår i släktet Declieuxia och familjen måreväxter.

## Underarter
Arten delas in i följande underarter:
- D. d. deltoidea
- D. d. perfoliata